# Pedro Granados Aguero
Pedro Granados Agüero, (Lima, 1955 -  ) es un escritor y poeta peruano que ha radicado en Estados Unidos, Europa y el Caribe y reside actualmente en su tierra natal y ejerce la docencia en la Universidad Nacional Mayor de San Marcos.

## Biografía
Pedro Granados realizó sus estudios universitarios de bachiller en humanidades (Lengua y Literatura) en la Pontificia Universidad Católica del Perú. Profesor de literatura del Colegio San Andrés. Luego viaja a los Estados Unidos obteniendo el Ph.D (Hispanic Language and Literatures) por Boston University; Master of Arts (Hispanic Studies) por Brown University; Profesor de Lengua y Literatura Española por el ICI, (Madrid).

## Obras

### Poemarios
- Sin motivo aparente (1978)
- Juego de manos (1984)
- Vía expresa (1986)
- El muro de las memorias (1989)
- El fuego que no es el sol (1993)
- El corazón y la escritura (1996)
- Lo penúltimo (1998)
- Desde el más allá (2002)
- Al filo del reglamento (1985)

### Novelas
- Prepucio carmesí, New Jersey: Ediciones Nuevo Espacio, 2000.
- Un chin de amor, Lima: San Marcos, 2005.
- En tiempo real, Lima: PYTX/ Mar con Soroche, 2007.

## Crítica literaria
Ha publicado Poéticas y utopías en la poesía de César Vallejo (Lima: Fondo editorial PUCP) y (México: Universidad Autónoma de Puebla, 2004). 
Su obra crítica figura en revistas especializadas como Anales Galdosianos, Crítica, INTI, Alforja, Lexis, Variaciones Borges, etc. y versa fundamentalmente sobre poesía contemporánea.
En el año 2008 fue jurado de la I  Bienal Internacional de Poesía Copé (Petroperú).

## Obra publicada en antologías
Sus poemas han sido antologados, recientemente, en Caudal de piedra: veinte poetas peruanos (México: UNAM, 2005) y en el No XXXV (2005) de Alforja. 

## Premios y reconocimientos
- I Premio Latinoamericano de Poesía Ciudad de Medellín, por "Mensiones y dimensiones", 1994.

## Sobre su poesía
Ha leído su poesía en: Festival Internacional de Poesía en Medellín, Casa de América en Madrid, Cornell University, Boston University, Universidad de Puerto Rico, Municipio de Montevideo, etc. 
La obra poética de Granados, trasluce en sus versos un deslinde con el statu quo de una poesía peruana en especial ─y latinoamericana─ en general, deslucida, por no decir decadente, sin rumbos y, lo que es peor, divorciada de la cruenta realidad que aprisiona los más elementales derechos del hombre y de los pueblos.
Según Pedro Granados, el poeta “debe ser eminentemente autentico y  que no existen escuelas, sino, poetas…”, además, de manera tajante sostiene que “las influencias desaparecen inevitablemente a cualquier autor, muere eclipsado, sin duda…”. 
Lo más chic es no tener nada	/ Y lo más honorable / no escribir ningún poema / Esto ya lo sabíamos / Pero como somos ganapanes / y potencialmente innobles / a todo lo opuesto/ nos aficionamos /A cultivar estas letras / --paulatinamente-- / con el oscuro deseo / de transmitirlas a otros / De acumularlas, eventualmente / sobre algún impávido estante	/ De hacer inviable la distinción / e invivible / nuestra historia moral sobre la tierra.
He allí la insatisfacción y rebeldía de Granados, quien cuestiona vivamente la realidad (sic). Su canto busca nuevos espacios y lucha sin tregua en pos de la utopía poética –amparado, quien sabe, en sus versos, cuando nos dice sobre el poeta: “este es tu lugar y tu tiempo/ Pero no existes todavía” o sobre la poesía, “La poesía es lo único real”, la que finalmente, en última instancia encaminará los verdaderos rumbos de la humanidad.  
La poesía de Pedro Granados ha sido destacada por la crítica literaria peruana y extranjera, entre otros por Manuel Velásquez Rojas, Juan Javier Rivera Andía, Augusto Tamayo Vargas, Julio Ortega, Ricardo González Vigil, Julio Trujillo, entre otros.